# Tetraetyloołów
Tetraetyloołów (czteroetylek ołowiu), (C2H5)4Pb, Et4Pb – metaloorganiczny związek chemiczny, połączenie atomu ołowiu z 4 grupami etylowymi. Stosowany głównie jako środek przeciwstukowy do benzyn.

## Szkodliwość
Czteroetylek ołowiu jest silnie toksyczny, działa na ośrodkowy układ nerwowy (jest neurotoksyną). Zdarzały się zatrucia śmiertelne u ludzi przy czyszczeniu zbiorników na etylinę czy po oblaniu czteroetylkiem ołowiu.
Wchłaniany przez skórę, drogi oddechowe i przez przewód pokarmowy. Objawy
zatrucia czteroetylkiem ołowiu różnią się od objawów zatrucia jonowymi związkami
ołowiu lub parami ołowiu.

## Zastosowanie
Tetraetyloołów, ze względu na działanie antydetonacyjne (antystukowe), był stosowany jako środek przeciwstukowy do benzyn, zwanych etylinami. Dodawało się go w postaci tzw. płynu etylowego, który zawierał ok. 60% Et4Pb poprawiający ich liczbę oktanową. Działanie antystukowe tetraetyloołowiu opiera się na jego rozkładzie pod wpływem temperatur panujących w silniku na ołów i rodniki etylowe:
(C2H5)4Pb → 4C2H5• + Pb
Powstałe rodniki etylowe łączą się z rodnikami węglowodorowymi powstającymi przed zapaleniem paliwa przez iskrę ze świecy i uniemożliwiają reakcję łańcuchową powodującą przedwczesną detonację benzyny (tzw. stukanie).
Ponieważ przy rozkładzie tetraetylku ołowiu w silnikach oprócz wolnego ołowiu powstają także jego nielotne związki (np. PbO), które osadzają się w cylindrach, do etylizowanych benzyn dodaje się pewne ilości 1,2-dibromoetanu lub 1,2-dichloroetanu. Dzięki temu czteroetyloołów przekształca się podczas spalania w lotny PbBr2 lub PbCl2.

## Otrzymywanie
Tetraetyloołów otrzymuje się poprzez działanie chloroetanem (chlorkiem etylu) na stop ołowiu z sodem, najkorzystniej w stosunku molowym 1:1 (masowo: 90% Pb, 10% Na):
4C2H5Cl + 4NaPb → (C2H5)4Pb + 4NaCl + 3Pb
Produkt oddziela się od pozostałości nieorganicznych przez destylację z parą wodną. Pozostały ołów przeprowadza się z powrotem w stop z sodem.

## Historia
Ze względu na wysoką toksyczność i masową produkcję do I wojny światowej był uznawany za potencjalny bojowy środek trujący. Własności antystukowe tetraetyloołowiu zostały odkryte w 1921 r. przez Thomasa Midgleya pracującego pod kierunkiem Charlesa Ketteringa w General Motors Research. Z powodu jego toksyczności wielu naukowców badających jego właściwości (w tym Midgley) zachorowało, a niektórzy zmarli. Amerykański geochemik Clair Patterson przypadkowo odkrył zanieczyszczenie atmosfery ołowiem podczas ustalania wieku Ziemi. Kiedy mierzył zawartość ołowiu z rozpadu uranu w bardzo starych skałach, wyniki zakłócało zanieczyszczenie ołowiu ze środowiska. Badając próbki lodowe Patterson odkrył gwałtowny wzrost poziomu atmosferycznego ołowiu w XX wieku po wprowadzeniu tetraetylołowiu jako dodatku do benzyny. Ze względu na toksyczne właściwości etylizowana benzyna została w niektórych krajach (np. USA w latach 1976–1986) wycofana z użycia. Badania przeprowadzone w 1994 r. wykazały, że w latach 1976–1991 zawartość ołowiu we krwi mieszkańców USA obniżyła się o 78%.
Czteroetylek ołowiu był dodawany do benzyn w ilości maksymalnie 1,5 g/l, w celu zwiększania ich liczby oktanowej. W USA i Kanadzie etyliny zostały całkowicie wycofane z użycia już w połowie lat 80. W Unii Europejskiej od 1982 do 2005 r. wolno było stosować etyliny zawierające nie więcej niż 0,15 g tetraetyloołowiu w 1 litrze paliwa. Od 15 stycznia 2005 w krajach Unii Europejskiej nie wolno sprzedawać etyliny. Została ona zastąpiona paliwami, w których rolę dodatku antystukowego spełniają sole litu. W USA i Kanadzie stosowano w latach 80. XX w. paliwa, w których rolę dodatku antystukowego spełniał MMT ([Mn(η5-Me-Cp)(CO)3]), który jednak również jest toksyczny i ma negatywny wpływ na środowisko naturalne. W 2021 Algieria, jako ostatnie państwo na świecie, zakończyła sprzedaż benzyny z dodatkiem tetraetyloołowiu.
W Polsce etylizowana benzyna była stosowana w motoryzacji do marca 2005. Obecnie jej stosowanie w samochodach jest już zabronione, silniki benzynowe w nowo produkowanych pojazdach dostosowane są obecnie do benzyny bezołowiowej i wyposażone w katalizatory (ewentualne użycie w takich pojazdach etyliny powoduje nieodwracalne zatrucie katalizatora). Zarówno w Polsce, jak również na świecie związki ołowiu nadal stosowane są w paliwach lotniczych (Avgas). Typowa benzyna lotnicza (100LL) nie może zawierać więcej niż 0,56 grama czteroetylku ołowiu na litr.